# Straat Barrow
De Straat Barrow is een Arctische zeestraat in Nunavut in Noord-Canada. De zeestraat maakt deel uit van het Parrykanaal en scheidt verschillende grote eilanden, waaronder de eilanden Cornwallis en Devoneiland in het noorden, van Prins van Waleseiland, Somerseteiland en Prins Leopoldeiland in het zuiden.
De eerste 48 kilometer van het oostelijke deel heeft geen eilanden, bevriest gewoonlijk pas eind november en consolideert pas eind december.
Vanaf de oostelijke kruising met Lancasterzeestraat tot de westelijke kruising met Viscount Melville Sound is de zeestraat 270 kilometer lang. De oostelijke monding, tussen Prins Leopoldeiland en Cape Hurd op Devoneiland, is 45 kilometer breed. De westelijke monding, bij Cape Cockburn, in het zuidwesten van Bathursteiland, is 106 kilometer breed. Vanuit het zuiden komt de Peel Sound op de zeestraat uit.
De zeestraat, een strategische waterweg voor diepwaterschepen die door de Arctische wateren varen, werd tijdens de Koude Oorlog gedetailleerd onderzocht door de marine van de Sovjet-Unie.
Via de Straat Barrow stroomt een deel van de uitstroom van de Noordelijke IJszee naar de Hudsonbaai en naar de Straat Hudson.

## Flora en fauna
Het leefgebied voor poolvossen, vogels, ijsberen, ringelrobben en walvissen bevindt zich langs de ijsrand, nabij Leopoldeiland, terwijl het geconsolideerde ijs in de centrale en westelijke delen van de zeestraat een brug vormt voor het oversteken van kariboes.
De zeestraat ligt in de overgang tussen de mariene ecoregio Lancasterzeestraat.